# Fuhrmannodesmus esperanza
Fuhrmannodesmus esperanza är en mångfotingart som beskrevs av Kraus 1960. Fuhrmannodesmus esperanza ingår i släktet Fuhrmannodesmus och familjen Fuhrmannodesmidae. Inga underarter finns listade i Catalogue of Life.